# مرثیه گمشده
مرثیه گمشده (The Lost Requiem) عنوان فیلمی ۹۵ دقیقه‌ای مستندی ساخته خسرو سینایی محصول سال ۱۳۶۲ ایران است. این فیلم دربارهٔ مهاجرت لهستانی‌ها به ایران در طی سال‌های جنگ جهانی دوم در سال‌های ۱۹۴۱ و ۱۹۴۲ است؛ که ساخت آن به دلیل مشکلات، ۱۳ سال طول کشیده‌است.. بنا بر برخی اسناد، تعداد مهاجران حدود ۳۰۰ هزار نفر بوده‌است.
سینایی برای ساخت این فیلم، عکس‌های باقی‌مانده از جنگ جهانی دوم را به‌کار برده و همچنین با افرادی که آن دوره را به یاد دارند، گفتگو کرده‌است.
وی بخاطر این فیلم، نشان افتخار «صلیب لیاقت» از رئیس‌جمهور وقت لهستان دریافت کرده‌است.

## نشان افتخار لهستان
مرثیه گمشده در ۱۳ اکتبر ۲۰۰۷ برای نخستین بار در دانشگاه علوم انسانی لهستان به نمایش درآمد و از سینایی تجلیل شد. یک سال پس از آن در ۲۱ سپتامبر ۲۰۰۸، در مراسم اختتامیه جشنواره فیلم لهستانی در گدنیا، صلیب لیاقت جمهوری لهستان از سوی لخ کاچینسکی، رئیس‌جمهور این کشور به سینایی اهدا شد. این نشان افتخار به خاطر تلاش فراوان سینایی برای معرفی تاریخ ملت لهستان به وی اعطا شد.